# Martin Munkácsi
Martin Munkácsi (18 de mayo de 1896 - 13 de julio de 1963) fue un fotógrafo húngaro que trabajo en Alemania entre 1928 y 1934 y posteriormente en Estados Unidos.
Nació en Kolozsvár, llamada ahora Cluj-Napoca, cuando aún pertenecía al Reino de Hungría pero con dieciséis años se trasladó a Budapest donde trabajó como periodista. En 1921 comenzó a ejercer como fotógrafo especializado en deportes en la revista AzEst, en esa época la fotografía de deportes de acción sólo se podía hacer con muy buenas condiciones de luz en el exterior. Sin embargo en sus fotografías cuidaba especialmente la composición por lo que demostraba tanto habilidad artística como técnica. 
En 1927 se trasladó a Berlín y colaboró en el Berliner Illustrierte Zeitung donde conoció a Erich Salomon, así como en otras publicaciones como Die Dame, Koralle y UHU. Su estilo fotográfico se aproximó a las ideas de la Nueva Objetividad por lo que utilizó composiciones fotográficas con marcados ángulos de encuadre como picados y contrapicados y el empleo de la composición en diagonal, esta estética le proporcionó enemistades con el gobierno nazi.
En 1934 la revista Harper's Bazaar le encargó un trabajo de fotografía de moda con el que obtuvo gran éxito por lo que trasladó su domicilio a Nueva York, donde alcanzó gran éxito tanto en la fotografía de modas como en el retrato; entre los artistas que retrató se encuentran Katharine Hepburn, Leslie Howard, Jean Harlow, Joan Crawford, Jane Russell, Louis Armstrong y Fred Astaire. 
En 1943 sufrió un ataque al corazón que le obligó a abandonar la fotografía, aunque continúo escribiendo y realizó algunos cuadros. En 1963 murió tras otro infarto cardíaco. Su trabajo fue reconocido como inspirador para fotógrafos tan renombrados como Richard Avedon y Henri Cartier-Bresson.
En 2007 el Centro internacional de Fotografía (ICP) organizó una exposición retrospectiva con el título Think while you shot! (¡Piensa mientras disparas!) que recogía una muestra de 125 fotografías publicadas en revistas.